# アルフレッド・アシリング
アルフレッド・アシリング（古英語 : Ælfred Æþeling, 英語 : Alfred the Noble, 1012年 - 1036年）は、イングランド王エゼルレッド2世の息子である。エゼルレッド無策王の8人の息子のうち、アルフレッドとエドワード懺悔王の母親は後妻エマ・オブ・ノルマンディーであるとされる。母親のエマとクヌート大王がのちに結婚した際に彼らはクヌート大王の義子となったが、彼らはクヌート王の治世における権力争いに巻き込まれていくこととなった。

## ロンドン包囲戦
1013年、イングランド王国の首都ロンドンは来襲したデーン人の軍勢に包囲され、エゼルレッド王をはじめとするウェセックス王族はノルマンディー公国への亡命を余儀なくされた。その後、1014年にエゼルレッド王は亡命先から帰還し再びイングランド王に即位したが、1016年に崩御した。同年、エゼルレッド王の死後、クヌート大王は再びイングランドに侵攻し、アルフレッド王子やエドワード王子は再びノルマンディーに亡命し、ノルマンディー公リシャール2世の宮廷へ逃げ込んだ。この時、リシャール2世は亡命してきた甥っ子たちを支援してイングランド王国に侵攻するという計画を立てていたとされている。

## イングランド帰還
1035年、クヌート大王が亡くなった。その後時期は不明であるが、クヌートの死という機会にウェセックス家によるイングランド統治を再興するため、亡命地ノルマンディーからアングロ・サクソン王族がイングランドへ舞い戻った。アルフレッド王子はサセックスに上陸し、ノルマン傭兵からなる近衛部隊を率いてロンドンへと向かった。しかし、彼はアングロ・サクソン貴族ゴドウィンの裏切りに遭遇し、捕えられた上に失明させられた。この傷が元で、アルフレッドはその後すぐに亡くなった。
こののちにハーデクヌーズがイングランド王に即位した際、彼は兄弟アルフレッドの殺害に関与したとして、ゴドウィン伯とリフィング司教を告発し、裁判を行なった。リフィング司教は一時的に司教座を剥奪されたものの、ゴドウィン伯はお咎めなしとされた。ゴドウィン伯は裁判の際に証人を召喚して自身はハロルド兎足王の命に従っただけだと主張し、またハーデクヌーズ王には豪華な80人乗りの軍船を贈呈することで難を逃れた。またリフィング司教もその後ハーデクヌーズ王と和解し、司教に再任された。言い伝えによれば、ハーデクヌーズ王と同様に、エドワード懺悔王もゴドウィン伯に対してアルフレッド殺害への関与を疑っていたと考えられている。
1042年、アルフレッドの兄弟エドワードがイングランド王に即位したことで、ウェセックス家のイングランド統治は存続された。しかし、アルフレッドの死によって、エドワードはゴドウィン伯とその息子たちをはじめとするアングロ・サクソン貴族に対する不信感を強め、結果的にイングランド王宮におけるノルマン人勢力が拡大する原因となった。